# Nowości Fotograficzne
Nowości Fotograficzne – polskie ilustrowane czasopismo o tematyce fotograficznej i tematyce związanej z fotografią, wydawane staraniem Fabryki płyt, błon i papierów fotograficznych Alfa w Bydgoszczy, w latach 1928–1939.

## Historia
Nowości Fotograficzne były czasopismem ukazującym się dwa razy w ciągu roku, utworzonym staraniem założyciela Fabryki płyt, błon i papierów fotograficznych Alfa w Bydgoszczy – Mariana Dziatkiewicza oraz doktora fotochemii, fotografa, działacza społecznego – Teofila Feliksa Orłowskiego. Półrocznik rozpowszechniany w ilości 40 000 egzemplarzy był finansowany i wydawany przez Fabrykę płyt, błon i papierów fotograficznych Alfa w Bydgoszczy. W pierwotnym założeniu czasopismo mało być wydawnictwem reklamowym, promującym materiały fabryki Alfa, z czasem podjęto decyzję o informacyjnym charakterze wydawnictwa, przeznaczonego dla wszystkich fotografujących – tematycznie związanego z fotografią amatorską, zaawansowaną fotografią amatorską, fotografią artystyczną oraz fotografią zawodową. Od początku istnienia czasopisma (1928) do momentu jego zamknięcia w 1939 roku – funkcję redaktora prowadzącego sprawował Teofil Feliks Orłowski (dyrektor do spraw technicznych Fabryki płyt, błon i papierów fotograficznych Alfa w Bydgoszczy. Z czasopismem współpracowali – (m.in.) Jan Bułhak, Tadeusz Cyprian, Józef Świtkowski, Antoni Wieczorek. Nowości Fotograficzne były jednym z nielicznych polskich czasopism fotograficznych, wydawanych z nienaganną regularnością. 
Zawartość czasopisma stanowiły aktualne wiadomości fotograficzne – w dużej części wiadomości informujące o działalności Fabryki płyt, błon i papierów fotograficznych Alfa w Bydgoszczy oraz ilustrowane artykuły o fotografii, estetyce w fotografii, artykuły poświęcone historii fotografii, technice i chemii fotograficznej. W półroczniku publikowano, prezentowano wiele reprodukcji zdjęć znanych i mniej znanych polskich fotografów (w dominującej tematyce krajobrazowej, krajoznawczej, portretowej). Pojawiało się wiele artykułów informujących o artystycznej działalności fotograficznej – wystawach, konkursach fotograficznych. Prezentowano aktualnie wydawane podręczniki, książki o tematyce fotograficznej. Wiele miejsca poświęcano reklamom związanym z fotografią. 
Nowości fotograficzne były czasopismem wydawnictwem bezpłatnym – dostępnym we wszystkich składach z artykułami i materiałami fotograficznymi.